# Амбис (филм)
Амбис (енгл. The Abyss) је амерички научнофантастични филм из 1989. године, режисера и сценаристе Џејмса Камерона. Главне улоге тумаче Ед Харис, Мери Елизабет Мастрантонио и Мајкл Бин. Радња прати амерички тим за трагање и спасавање који мора да сарађује са посадом нафтне платформе како би спасили потонулу америчку подморницу пре совјетских бродова. Дубоко у океану, наилазе на нешто неочекивано.
Филм је издат 9. августа 1989. и добио је углавном позитивне критике критичара, зарадивши 90 милиона долара. Био је номинован за четири Оскара, а освојио је онај за најбоље визуелне ефекте.

## Радња
У јануару 1994. америчка подморница класе Охајо, УСС Монтана, наилази на неидентификовани потопљени објекат и тоне у близини Кајманског корита. Док совјетски бродови покушавају да први стигну до подморнице, а ураган се креће изнад тог подручја, америчка влада шаље морнаричке фоке у Дубоко језгро, приватну експерименталну платформу за подводно бушење у близини Кајманског корита која би се користила као база за операције. Дизајнер платформе, др Линдзи Бригман, инсистира на томе да пође заједно са тимом фока, упркос томе што је њен отуђени супруг, Вирџил „Бад” Бригман, тамо тренутни надзорник.
Током почетне истраге Монтане, нестанак струје у подморницама тима доводи до тога да Линдзи види чудну светлост која кружи подморницом, коју касније назива „неземаљска интелигенција” илити „НТИ”. Поручнику Хираму Кофију, вођи тима морнаричких фока, наређено је да убрза њихову мисију и он узима једну од мини-подморница без дозволе платформе како би преузео бојеву главу из Монтане баш када почне олуја, остављајући посаду неспособном да се искључи са свог површинског брода за подршку на време. Кабловска дизалица је отргнута са брода и пада у ров, повлачећи Дубоко језгро до ивице пре него што се заустави. Постројење је делимично поплављено, при чему је погинуло неколико чланова посаде и при чему су оштећени системи напајања.
Посада чека да олуја престане како би могли да обнове комуникацију и буду спашени. Док се боре против хладноће, откривају да су НТИ-и формирали живи стуб воде како би истражили платформу, који сматрају за ванземаљску верзију возила на даљинско управљање. Иако се према томе односе са радозналошћу, Кофи је узнемирен и пресече га на пола затварањем преграде за притисак на њему, наводећи га да се повуче. Схвативши да Кофи пати од параноје од нервног синдрома високог притиска, посада га шпијунира преко даљинског возила, проналазећи њега и још једног од морнаричких фока како наоружавају бојеву главу да би напали НТИ. Покушавајући да га заустави, Бад се бори против Кофија, али Кофи бежи у мини-подморници са припремљеном бојевом главом; Бад и Линдзи га јуре другом подморницом, оштећујући обе. Кофи је у стању да избаци бојеву главу у ров, али његова подморница одлута преко ивице и имплодира од притиска, убијајући га. Бадова мини-подморница је неупотребљива и вода почиње да улази; пошто имају само једно функционално ронилачко одело, Линдзи одлучује да уђе у дубоку хипотермију и покрене свој рефлекс роњења када је прогута хладна океанска вода. Бад плива назад до платформе са њеним телом; тамо, он и посада користе дефибрилатор и примењују КПР, те су у стању да је оживе.
Одлучено је да се бојева глава мора разоружати, али она је више од 2 миље испод њих. Један од морнаричких фока, заставник Монк, помаже Баду да искористи експериментално ронилачко одело опремљено течношћу за дисање да преживи до те дубине, иако ће моћи да комуницира само преко тастатуре на оделу. Бад почиње свој зарон, уз помоћ Линдзиног гласа који га држи кохерентним против ефеката растућег притиска, и стиже до бојеве главе. Монк га води у успешном разоружавању. Са мало кисеоника у систему, Бад објашњава да је знао да је то путовање у једном правцу и каже Линдзи да је воли. Док чека смрт, НТИ прилази Баду, узима га за руку и води га до огромног ванземаљског града дубоко у рову. Унутра, НТИ-и стварају атмосферски џеп за Бада, омогућавајући му да нормално дише. НТИ-и тада пуштају Бадову поруку његовој жени и гледају се са разумевањем.
На Дубоком језгру посада чека спасавање када виде Бадову поруку да је срео неке пријатеље и упозорава их да се држе. База се тресе и светла из рова најављују долазак ванземаљског брода. Издиже се до површине океана, а Дубоко језгро и неколико површинских бродова насукани су на његов труп. Посада Дубоког језгра излази са платформе, изненађени што нису мртви од изненадне декомпресије. Виде Бада како излази из ванземаљског брода и Линдзи трчи да га загрли.

### Специјално издање
У проширеној верзији, догађаји у филму се одигравају у позадини сукоба између Сједињених Држава и Совјетског Савеза, са потенцијалом за свеопшти рат; потонуће Монтане додатно подстиче агресију. Постоји више сукоба између Бада и Линдзи у вези са њиховим претходним браком. Примарни додатак је завршетак: када Бада одведу на ванземаљски брод, они му показују слике рата и агресије из извора вести широм света. Ванземаљци тада стварају огромне мегацунамије који прете светским обалама, али их заустављају пре него што било шта ударе. Бад пита зашто су поштедели људе и они показују Баду његову поруку Линдзи.

## Улоге
| Глумац                     | Улога                |
| -------------------------- | -------------------- |
| Ед Харис                   | Вирџил „Бад” Бригман |
| Мери Елизабет Мастрантонио | др Линдзи Бригман    |
| Мајкл Бин                  | поручник Хирам Кофи  |
| Лео Бурместер              | Кетфиш де Врис       |
| Тод Граф                   | Алан „Хипи” Карнс    |
| Џон Бедфорд Лојд           | Џамер Вилис          |
| Џеј Си Квин                | Арлис „Сони” Досон   |
| Кимберли Скот              | Лиса Стандинг        |
| Адам Нелсон                | заставник Монк       |
| Крис Елиот                 | Бендикс              |